# Jarosław Kaczyński
Jarosław Aleksander Kaczyński (f. 18. juni 1949 i Warszawa) er polsk vicestatsminister og doktor i jura. Han er formand for det konservative parti Lov og Retfærdighed, medlem af Sejmen og var fra 14. juli 2006 til 15. november 2007 Polens premierminister. Bror til Polens afdøde (d. 10. april 2010) præsident Lech Kaczyński.
Han betragtes som den mest indflydelsesrige mand i Polen på trods af at han hverken er præsident eller premierminister.

## Baggrund og uddannelse
Jarosław Kaczyński blev født i 1949 og var barn af Rajmund og Jadwiga Kaczyński. Som barn medvirkede ham og hans bror Lech Kaczyński som hovedroller i den polske tv-serie De to som ville stjæle månen (Polsk: O dwóch takich, co ukradli ksiezyc). Kaczyński studerede på Warszawas Universitet, hvor han i 1971 opnåede titel som magister på Afdelingen for Jura og Administration og i 1976 doktorgrad på Institut for Statskundskab og Jura. I årene 1971-1976 var han ansat som videnskabelig medarbejder på Institut for Politisk Videnskab. I 1976-1981 arbejdede han som adjunkt på Warszawas Universitets filial i Białystok.

## Politisk karriere

### Den demokratiske opposition i den Polske Folkerepublik (PRL)
Jarosław Kaczyński startede sit engagement i oppositionen til diktaturstyret i 70'erne, hvor han samarbejdede med Arbejdernes Forsvarskomité (KOR) og Helsinkikomitéen.
I 1989 forhandlede han med fuldmagt fra Solidarność om udnævnelsen af Tadeusz Mazowieckis regering. Han var aktivt medvirkende til dannelsen af en koalition mellem den Borgerlige Parlamentariske Klub (OKP), det Forenede Folkeparti (ZSL) og det Demokratiske Parti (SD).

### Det nye demokratiske Polen
1989-1990 var han chefredaktør for Ugeavisen Solidarność (Tygodnik Solidarność). I 1990-1991 chef for Præsidentens Kancelli ved Lech Wałęsa. Han forlod denne stilling efter en konflikt med præsident Wałęsa. I 1994-1997 var han leder af selskabet Srebrna. I 1990 medstiftede han Centrumenigheden (PC) og var indtil 1998 leder af partiet. I 1997 knyttede han sig til Jan Olszewskis Bevægelse for Polens Genopbygning (ROP). I 1989-1991 var han medlem af Senatet som senator fra województwo elbląskie og var medlem af den Borgerlige Parlamentariske Klub (OKP). I 1991-1993 var han medlem af Sejmen valgt fra listen det Borgerlige Centrums Enighed (POC) i Warszawa-kredsen. Igen i 1997 var han medlem af Sejmen denne gang valgt for ROP i Warszawa-kredsen.

## Smolensk ulykken
Den 10. april 2010 var Polens daværende præsident og Jarosław Kaczyński’s tvillingebror Lech Kaczyński og 95 andre højtstående polakker på vej til en mindehøjtidelighed for Katynmassakren som skulle afholdes i Smolensk. Under et landingsforsøg styrtede flyet ned og alle ombordværende omkom.
Jarosław Kaczyński skulle oprindeligt have været med ombord men meldte fra da hans mor var syg.
Efterfølgende har Kaczyński beskyldt den daværende regering (fra Borgerplatformen) for at have planlagt flyulykken.
I 2017 udtalte han fra den polske Sejms talerstol til oppositionen:
| Citat              | I har tilintetgjort ham, myrdet ham. I er nogle svin! | Citat |
| Jarosław Kaczyński |                                                       |       |

## Fodnoter
1. ↑  Polsk: Niszczyliście go, zamordowaliście go, jesteście kanaliami!